# Nespresso

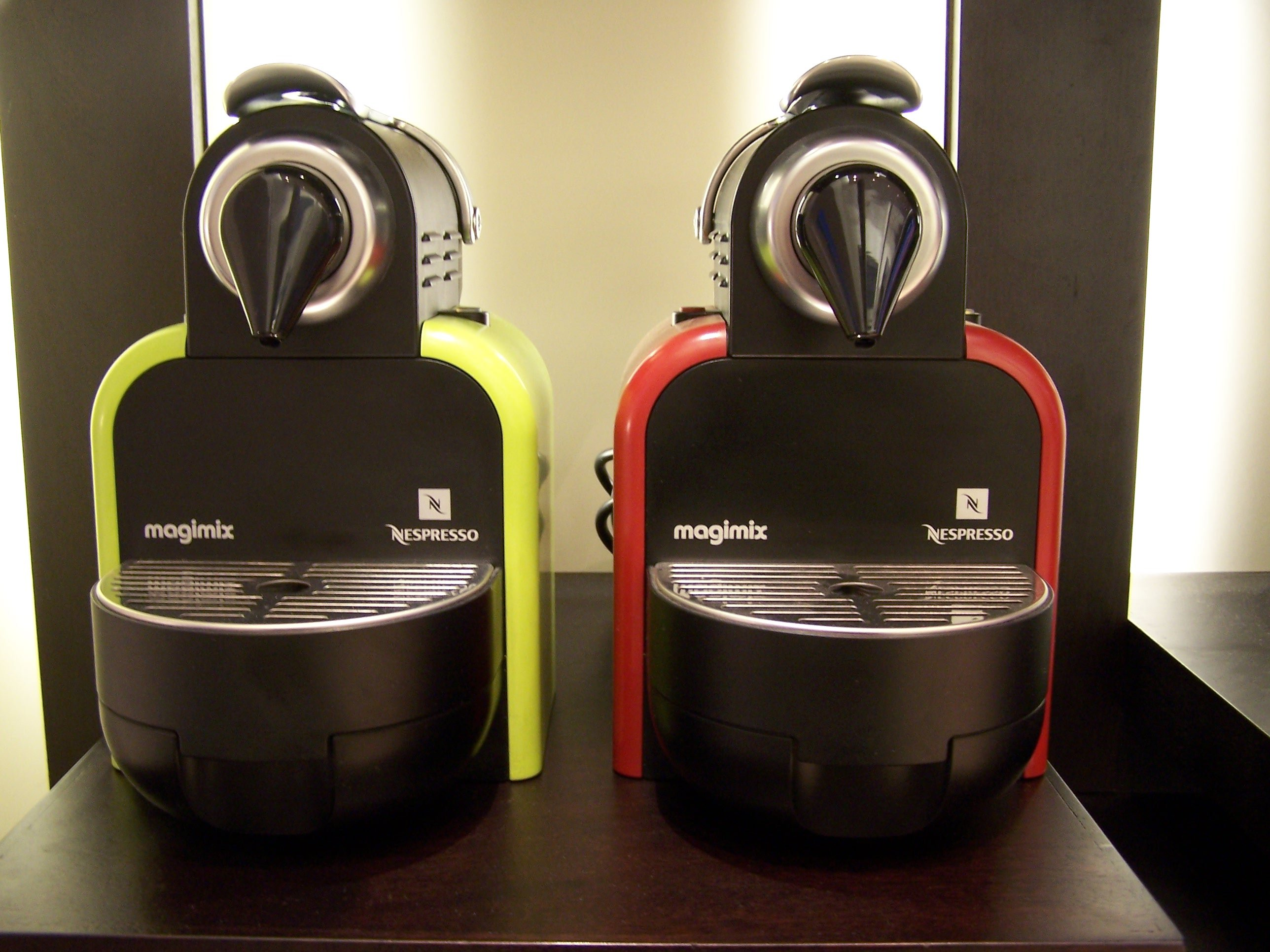
Nespressomaskiner.

Nespresso är ett system för espresso-bryggning framtaget på 1970-talet av Nestlé, först för restaurangbruk, men numera är hushållen den största kundgruppen.  
Systemet bygger på kaffe (ett flertal sorter finns) portionsförpackat i små metallburkar (hushållsvarianten) eller i platta foliepaket (storköksvarianten), som sätts i speciella espressobryggare. Kaffet kan enbart köpas hos speciella Nespresso-butiker eller via postorder/internethandel. I Sverige finns ett fåtal butiker som tillhandahåller kapslarna över disk.
Förutom ett antal olika bryggare med fler eller färre finesser säljs olika tillbehör; allt från mandelskorpor till koppar och mjölkskummare. Espressoapparaterna som säljs i Europa kommer från tillverkarna Krups och De'Longhi. Till skillnad mot övriga är maskinerna som säljs i Skandinavien märkta med dessa tillverkares logotyper.   
I Sverige kan Nespresso-kapslarna återvinnas, de läggs hela i återvinningsstationerna för metallförpackningar.

## Kompatibla kapslar
Under 2010 har ett flertal leverantörer börjat sälja kapslar som är kompatibla med systemet, bland annat Caffe Impresso, nexpod.ch, ne-cap, Sara Lee och Ethical Coffee Company (ECC) och holländska Coffeeduck.